# Grosuplje
Grosuplje je grad i središte istoimene općine u središnjoj Sloveniji. Grad pripada pokrajini Dolenjskoj i statističkoj regiji Središnja Slovenija. 

## Stanovištvo
Prema popisu stanovništva iz 2002. godine Grosuplje je imalo 7.625 stanovnika.

## Vanjske poveznice
- Službena stranica općine
- Satelitska snimka grada  Arhivirana inačica izvorne stranice od 29. srpnja 2017. (Wayback Machine)